# Пам'ятники Ірпеня
Стаття Пам'ятники Ірпеня призначена для ознайомлення, в тому числі і візуального, зі зразками міської скульптури міста Ірпеня.
Загалом у місті декілька пам'ятників і меморіалів, як встановлених у радянський час, так і за незалежності України — на вшанування подвигу народу СРСР у ІІ Світовій війні, погруддя Тараса Шевченка, Володимира Правика тощо. 
Доволі міцна азербайджанська громада Приірпіння у 2000-х роках перейнялася міськими пам'ятниками, і завдяки фінансовій підтримці її представників у місті з'явилися пам'ятники українському класику Тарасові Шевченку та дружині азербайджанського президента Гейдара Алієва Заріфі Алієвій. 
| Назва                                                        | Дата встановлення | Розташування | Фото | Короткі відомості |
| Пам'ятник Тарасу Шевченку                                    |                   | на вулиці Шевченка 50°31′10″ пн. ш. 30°14′35.1″ сх. д. / 50.51944° пн. ш. 30.243083° сх. д.                                                                        |      | Пам'ятник Тарасові Шевченку (Ірпінь) — пам'ятник на Центральній площі міста Ірпінь, навпроти Ірпінської міської ради. Відкритий 24 серпня 2017 року за ініціативи та власним коштом екс-мера Ірпеня Володимира Карплюка. Авторами є скульптори Борис Крилов та Олесь Сидорук. Як матеріал використано бронзу та граніт. Цей пам'ятник доповнив композицію монументів видатним українським діячам на ірпінській Площі Державотворення, де встановлено бюсти Михайлові Грушевському, Пилипові Орлику, Богданові Хмельницькому та Ярославу Мудрому. Ця пам'ятка зображує Тараса Шевченка в молодому віці, орієнтовно, коли створив «Кобзаря». Поета зображено з пензликом навколо створених ним же літературних образів. У композиції присутня символічна палітра: тут є соняхи, снопи пшениці, квіти, хатина під стріхою, птахи у вільному польоті та персонажі його творів. |
| Пам'ятник Мамі в Ірпені                                      | 2021              | на вулиці Новооскольська |      | Пам’ятник було встановлено у грудні 2021 році коштом товариства «Відважних» та Інвестиційної групи «Molodist» за ініціативи голови Інвестиційної ради Ірпеня Володимира Карплюка на вході до скверу Мами по вулиці Новооскольська. Авторами пам’ятнику Матері з дитиною на руках є скульптори Роман Крупін та Михайло Озіровський. |
| Алієвій Заріфі                                               | 2004              | на вулиці Заріфи Алієвої біля парку її імені |      | Пам'ятник академіку Заріфі Азіз кизи Алієвій, дружині азербайджанського президента Гейдара Алієва було встановлено в 2004 році на прохання і коштом азербайджанської громади Приірпіння. Автори — скульптор Гурбанов Сейфаддін Алі огли, архітектори В. О. Рак і Б. М. Піаніда. |
| Героям, що загинули за Батьківщину                           |                   | |      | |
| Правика Володимира, погруддя                                 | 1988              | |      | Погруддя ліквідатора аварії на ЧАЕС (1986) Героя Радянського Союзу В. П. Правика було відкрито 30 жовтня 1988 року. Автор — архітектор В. Є. Гуменюк. |
| Танк                                                         |                   | Парк Перемоги |      | |
| на місці садиби, де мешкав художник Ф. Г. Кричевський, стела | 1980              | вул. Павленка, 1 (вул. Революції). |      | Пам'ятник встановлено у 1980 році на місці садиби, де в 1944—1947 роках мешкав Федір Григорович Кричевський, згідно з рішенням адміністрації і парторганізації Київського художнього інституту. Являє собою стелу з білого мармуру заввишки 2 метри, на які викарбувані профіль художника та роки його життя. Автор — Б. М. Піаніда. |
| ?                                                            |                   | вул.Університетська. Біля Національного університету державної податкової служби України. 50°31′18.8″ пн. ш. 30°13′40″ сх. д. / 50.521889° пн. ш. 30.22778° сх. д. |      | |